# Histoire des Juifs à Bedzin
 (septembre 2022).
Si vous disposez d'ouvrages ou d'articles de référence ou si vous connaissez des sites web de qualité traitant du thème abordé ici, merci de compléter l'article en donnant les références utiles à sa vérifiabilité et en les liant à la section « Notes et références ».
L'histoire des juifs à Będzin (en yiddish: בענדין prononcé Bendin), remonte à la fin du XIIIe siècle. La population juive va croitre très rapidement au début du XIXe siècle pour atteindre en 1835 près de la moitié de la population de la ville et à la fin du siècle plus de 80 % de la population totale. Lors de l'éclatement de la Seconde Guerre mondiale, la communauté compte environ 30 000 fidèles. Anéantie par les nazis, il ne restera que 1 304 survivants après la Shoah, principalement des personnes ayant réussi à se réfugier en URSS au début de la guerre. Dans les années qui suivent, la très grande majorité des survivants quittera la Pologne en raison de l'antisémitisme ambiant.
Będzin est une ville du sud de la Pologne, traversée par la rivière Przemsza. Située à 15 km au nord-est de Katowice dans le district de Będzin et la région de Silésie, elle compte actuellement un peu moins de 60 000 habitants.

## Histoire de la communauté juive de Będzin

### Le début de l'implantation des Juifs
Les premières indications de la présence de Juifs à Będzin date de la fin du XIIIe siècle. Au début du XIVe siècle, ils vivent du commerce et du prêt d'argent et habitent le long des remparts de la ville, où se situe actuellement la rue Zaułek. Plus tard, ils s'installent rue Zawała, autour de la rue Rybna et dans ce qui deviendra la rue Berka Joselewicza.
Il est fait mention aussi, que des Juifs résident à Będzin dans le quartier de Zakamarki en 1504. Le 21 septembre 1583, le roi de Pologne Étienne Báthory promulgue un décret offrant aux Juifs de Będzin différents droits et libertés. Rapidement, à la suite de ce privilège, une communauté juive (Kehilla) est fondée, une synagogue en bois édifiée dans la rue actuelle Targowa et un cimetière juif établi dans les faubourgs de la ville. La communauté met en place une cour juive, comprenant un rabbin, un conseiller juridique et des jurés. Cette cour qui siège dans la synagogue, règle les différends entre Juifs et chrétiens, en présence du gouverneur local. Une prison, financée par la communauté juive est située à côté de la synagogue.
Au XVIe et XVIIe siècles, la vie juive gravite autour de la synagogue. La communauté est dirigée par le rabbin aidé par quatre juges (Dayanim), dont la charge est de diriger les institutions sociales, comme la Hevra Kaddisha (Société du dernier devoir), le Talmud Torah (École religieuse), la caisse de l'hôpital juif et le Maoz Dal (Fond d'assistance pour les pauvres). La communauté offre une dot aux jeunes filles pauvres, des habits pour les pauvres et des prêts philanthropiques. Będzin étant situé près de la frontière nationale, les réfugiés juifs chassés de leur pays, affluent souvent en ville et sont pris en charge par les institutions de la communauté.
Deux heders (écoles élémentaires) et une yeshiva (centre d'étude de la Torah) se trouvent à proximité de la synagogue.
En 1616, un important incendie détruit la ville. De nombreux Juifs perdent leur maison. On ignore le nombre exact de Juifs à Będzin au XVIIe siècle, car la communauté ne divulgue pas 
le vrai nombre afin d'éviter de payer trop de taxes qui s'établissent à 3 florins par personne.
Le 20 aout 1644, le roi Ladislas IV confirme les droits et privilèges offerts aux Juifs en 1583. En même temps, les marchands juifs obtiennent les mêmes droits que les marchands chrétiens. Les marchands juifs profitent rapidement de ce privilège et se lancent dans le négoce international, comme en témoigne la participation du marchand Moshe Bendiner de Będzin à la foire de Leipzig en 1695. Le 20 novembre 1669, le roi Michel Wiśniowiecki reconfirme les droits et libertés des Juifs de Będzin. À cette époque le nombre de Juifs à Będzin est relativement faible. Les sources ne sont pas fiables. L'une d'elles indique 85 Juifs en 1674, tandis qu'une autre mentionne 51 Juifs en 1676. En 1685, Jean III Sobieski reconfirme les droits et privilèges des Juifs de Będzin.
En 1666, un envoyé spécial, le rabbin Israel ben Shmuel (Szmueliwicz, Szmuelowicz) est dépêché de Będzin à Cracovie pour représenter la communauté à l'assemblée générale des communautés juives organisée par le Va'ad Arba' Aratzot (Conseil des Quatre Pays).
Au début du XVIIIe siècle, les Juifs les plus importants de Będzin sont: Herszl et Dawid Aharonowicz, Jakob Lewkowicz, Majer Szapira, Herszl Rubin, Jakob Erlich, Icchak Gitler, Szymon Londner, Lajb Zondlowicz, Wilk et Dawid Brauner. Dans la seconde moitié du XVIIIe siècle, les juifs constituent la majorité des habitants de Będzin. Ils possèdent des abattoirs, des tavernes et la plupart des étals du marché de la ville.
De nombreux documents historiques donnent des informations sur les rabbins de la ville: en 1765, le rabbin est Mosche, en 1775 Meir et en 1783 Tuvie et son fils David. Pendant les trente années suivantes Moshe Hamburger occupe le poste de rabbin de Będzin. En 1765, la communauté juive de Będzin incorpore les habitants des villages voisins de Niwka, Zagórze et de Modrzejów.
Le 28 juin 1766, Stanislas Auguste Poniatowski reconfirme une nouvelle fois les privilèges et libertés des Juifs de Będzin. Un recensement effectué en 1789 dans la région de Cracovie, donne 207 Juifs habitant Będzin dans 44 maisons. Des données de 1790 mentionnent un hôpital juif, une école (Shul peut signifier école ou maison de prière) et une maison séparée pour le rabbin. À cette époque un docteur juif réside en ville. Le registre de la population juive en 1791, donne les noms des 217 Juifs vivant en ville. Jarosław Krajniewski note que ce recensement effectué par les autorités polonaise n'a peut-être pas inclus tous les Juifs de la communauté.
En 1795, Będzin passe sous domination prussienne. Les lois prussiennes autorisent les Juifs depuis 1791 à établir leurs propres guildes séparées, au grand dam des artisans et commerçants chrétiens qui jusqu'alors se protégeaient de la compétition juive. Le 17 avril 1797, les autorités prussiennes adoptent le General-Juden Reglement für Süd und Neu-Ostpreussen (Statut général des Juifs pour la Prusse-Méridionale et la Nouvelle-Prusse-Orientale), qui continue à reconnaitre les Juifs comme un groupe séparé, mais qui leur octroie une citoyenneté urbaine partielle. La division entre juifs protégés (Schutzjuden) et juifs tolérés est maintenue,. Le 5 septembre 1800, un décret séparé sur les droits des Juifs est signé par le roi Frédéric-Guillaume III. Il introduit des restrictions significatives sur la possibilité d'installation des Juifs et des taxes plus élevées.

### Du royaume du Congrès à l'Empire tsariste
Pendant la période du royaume du Congrès, les autorités tsaristes introduisent des restrictions à l'installation des Juifs dans les zones frontalières. Comme Będzin se trouve alors à 21 km des frontières autrichienne et allemande, les Juifs ont l'interdiction de s'installer en ville sans un permis spécial délivré par les autorités tsaristes. Les Juifs s'installent donc dans les villages ruraux alentour comme Sielec, Modrzejów, Łagisza, Siewierz, Strzemieszyce, Sławków et d'autres. Après l'épidémie de choléra de 1831, pendant laquelle plus de 100 Juifs moururent en moins de deux semaines, un terrain est acheté sur la rue Podzamcze pour en faire un nouveau cimetière juif. Le rabbin Hirsch Rozanis y sera enterré en 1846. Un ohel est érigé sur sa tombe.
Au XIXe siècle, la population juive de la ville croit fortement. En 1835, on compte 1 200 Juifs vivant en ville et constituant 49 % de la population totale. Le gaon et fondateur de la dynastie de Sochaczew, le rabbin Avremele Borenstein ou Avrohom Bornsztain (1839–1910) nait à Będzin. Sa mère est la fille du rabbin Mordechai Hirsch Erlich qui habite Będzin. En 1850, le rabbin Langfus est recruté comme rabbin de la ville avec un salaire de 180 roubles. Pendant son affectation, un scandale va éclater concernant la Hevra Kaddisha (société funéraire). En aout 1853, le Juif Jakob Reichman se noie dans une rivière. Quand le corps est ramené à Będzin, la Hevra Kaddisha, contrairement à tout usage, demande un paiement à la famille avant de s'occuper du corps du défunt. Son gendre Hendel Erlich paye la somme, et c'est seulement alors que les funérailles purent avoir lieu. Les membres de la société funéraires furent jugés lors d'un procès retentissant en 1854-1855 .
En 1855, il y a 2 240 Juifs qui habitent Będzin, soit 68 % de la population de la ville. Dans les années 1857-1862, une nouvelle synagogue en bois est construite au pied du château pour un montant de 2 500 roubles. Pour couvrir ces dépenses, un emprunt de 400 zlotys est pris auprès du prêtre de la paroisse de Grodziec,. Quand le rabbin Langfus décède en 1864, la communauté n'a pas assez d'argent pour employer un nouveau rabbin. Pour cette raison elle recrute un dayan, Dawid Shlesinger, qui enseignait à Będzin depuis 1849. Mais les autorités tsaristes refusent sa nomination et demandent qu'un rabbin qualifié, parlant le russe, soit embauché. En 1865, Majer Englradem se voit proposer le poste, mais meurt soudainement. En 1866, Iczele Kimelman de Piotrków devient le nouveau rabbin.

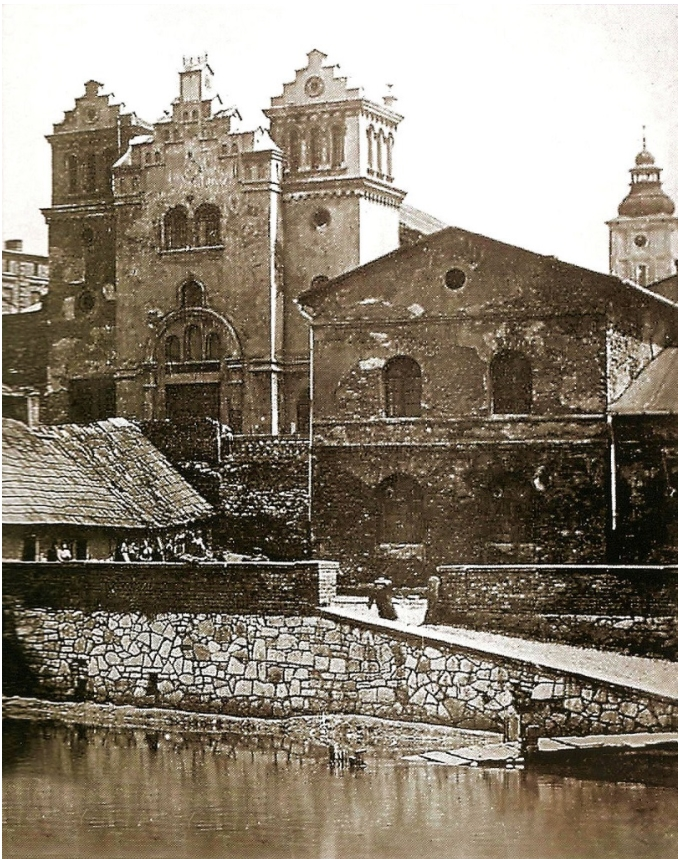
La nouvelle synagogue en briques (photo de 1930)

Durant cette période, Będzin se développe rapidement, principalement en raison des mines de charbon et de la production d'acier. La communauté juive bénéficie aussi de cette croissance économique. En 1875, est prise la décision de construire une nouvelle synagogue en briques. La construction a lieu de 1892 à 1894, à l'emplacement de la synagogue en bois. Quand le rabbin Kimelman meurt en 1893, il est temporairement remplacé par son ancien adjoint, le rabbin Joszuale Telner. Le 2 septembre 1893, Berisz Graubart est désigné nouveau rabbin. Il perçoit un salaire de 1 500 roubles par an. À cette époque, la communauté juive de Będzin couvre une importante région et le rabbin Graubart inaugure de nombreuses maisons de prière afin de permettre l'accès aux pratiques religieuses à tous les membres de la communauté. Des maisons de prière ouvrent à Strzemieszyce Wielkie en 1899, à Niwka en 1900, à Porąbka en 1900 et à Czeladź vers 1905. En 1897, il y a 10 839 Juifs à Będzin, représentant 80 % de la population totale.
Au début du XXe siècle, de nombreuses associations caritatives juives existent à Będzin. En 1801, à l'initiative du rabbin Graubart, voit le jour la Towarzystwo Dobroczynności Wyznania Mojżeszowego (Société caritative de la religion juive), dont l'activité principale est la gestion de deux jardins d'enfants, d'un hospice pour personnes âgées, d'un orphelinat et d'une cantine.
Dans les années 1905-1907, lors de la révolution russe de 1905, les partis des travailleurs juifs, le Bund (Union générale des travailleurs juifs) et le Poale Zion s'implantent à  Będzin. De nombreux facteurs contribuent à la formation de ces partis politiques dont l'inégalité croissante de la répartition des richesses dans la population juive, le développement de la production industrielle et la domination des grandes compagnies commerciales sur le marché local. Un autre facteur est le déclin de la religiosité à la fin du XIXe siècle et au début du XXe siècle avec la naissance de l'idéologie sioniste à la fin du XIXe siècle et des idées révolutionnaires  dans les années 1905-1907.
Będzin au début du XXe siècle

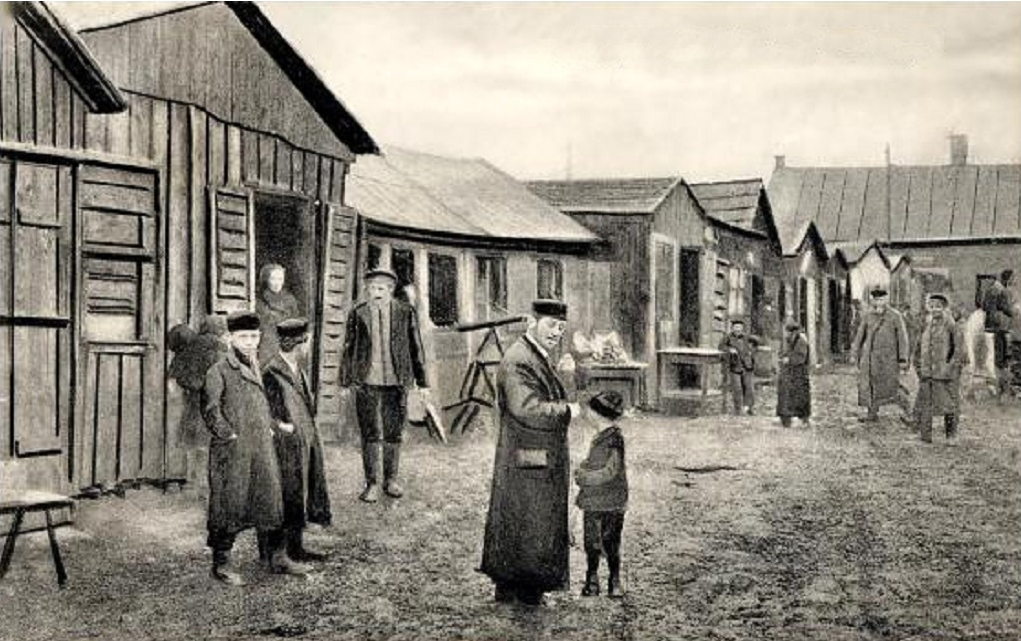
Le quartier juif populaire de Będzin avant la Première Guerre mondiale - 1912
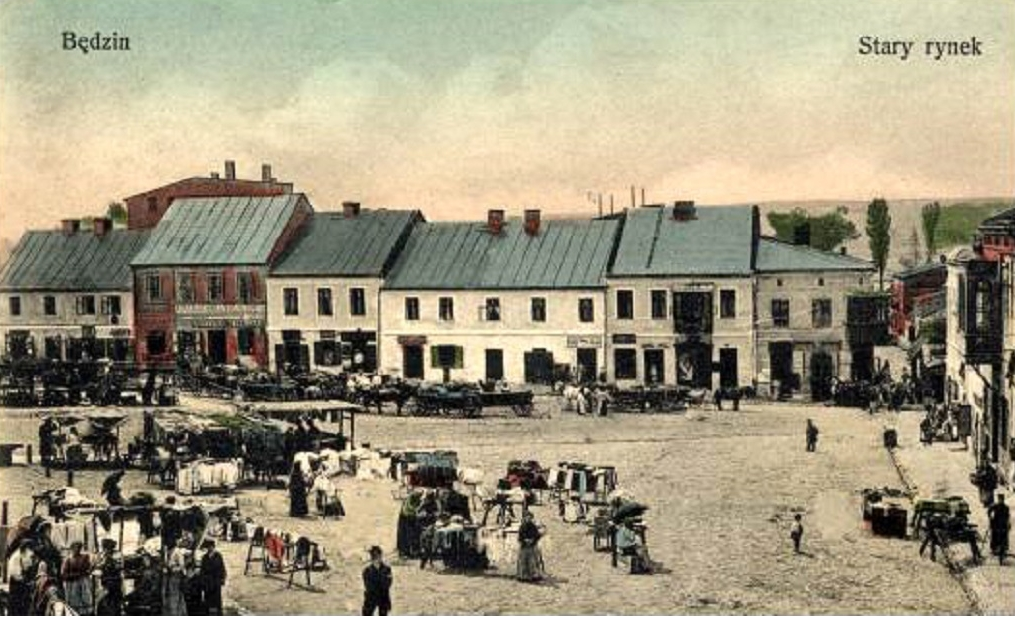
La place du Vieux Marché (Rynek) en 1915
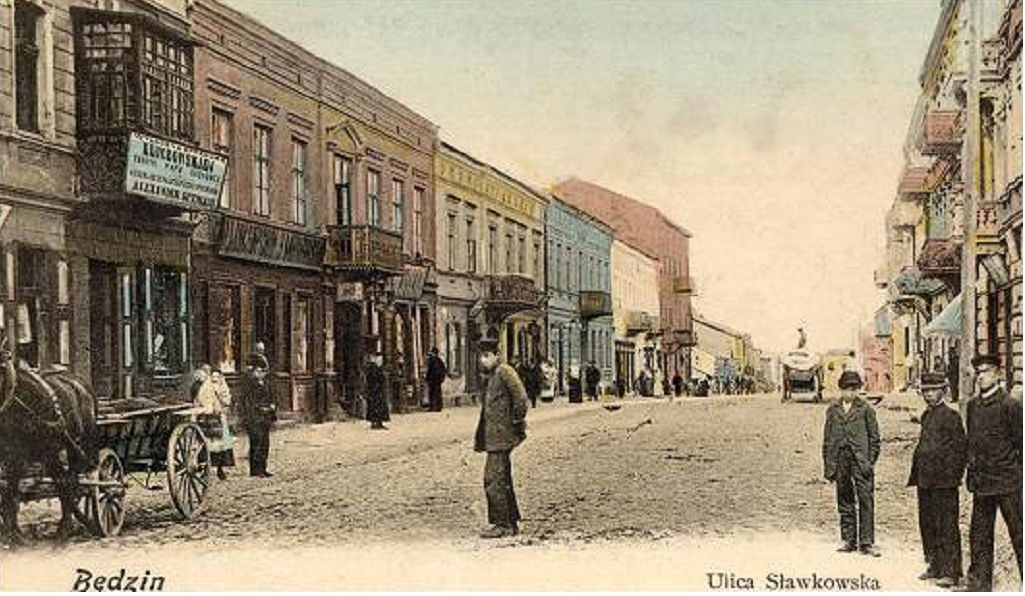
La rue Slawkowska en 1912

En 1909, Linat Cholim, association pour l'assistance aux Juifs pauvres et malades est créée en ville. L'institution gère une maternité et une maison de retraite. Au début du XXe siècle, un groupe important de l'intelligentsia juive de Będzin implantent de nombreuses organisations culturelles. En 1911, Ha-Zamir (le Rossignol), une société littéraire et musicale voit le jour. Une bibliothèque juive de prêts ouvre la même année. Będzin devient un important centre de la presse en langue yiddish. De 1911 à 1939, l'hebdomadaire Zaglembier Tsaytung édité par Lejb Szpigielman parait régulièrement. Les clubs sportifs se développent aussi, comme le Ha-Koakh, association juive de sport et de gymnastique, créé en 1914.
Le 30 décembre 1913 Jekutiel Zalman Graubart est élu rabbin de la ville. Les autorités locales pensent cependant que le nouveau rabbin est trop jeune, conduisant à une nouvelle élection, qui se tient le 20 juin 1914. Le rabbin Graubart est réélu. Il servira la communauté jusqu'en 1920.

### La Première Guerre mondiale
Pendant la Première Guerre mondiale, la ville est occupée par les troupes allemandes. Leur présence a un impact positif sur la situation des Juifs de Będzin. Dans la Silésie allemande voisine, les Juifs jouissent déjà d'une pleine égalité. En 1915, les Allemands accordent aux Juifs la pleine liberté civile et politique, ce qui conduit au développement de la vie sociale des Juifs de Będzin. Les partis politiques et les syndicats juifs sont légalisés. L'Association des propriétaires de maisons et de terrains est établie en 1915. En 1916, le syndicat des boulangers et le syndicat des artisans sont fondés en ville. L'année suivante, le syndicat des maitres-tailleurs est créé.
En 1916, une branche de Agudat Shloyme Emune Yisroel (Association des Juifs de la vraie foi) , connu plus tard sous le nom de Agoudat Israel est installée et en 1918, l'organisation sioniste orthodoxe Mizrahi est fondée. La société caritative Ezra fonctionne pendant la Première Guerre mondiale, et cesse de fonctionner en 1921.
La première élection au conseil municipal de Będzin a lieu en 1917. La population juive soumet trois listes: le Comité juif; Poale Zion et le Bund. La totalité des 24 sièges est gagnée par les candidats du bloc Comité juif qui regroupe orthodoxes et sionistes.

### La période de l'entre-deux-guerres
À la fin de la Première Guerre mondiale, Będzin est incorporé au nouvel État polonais. Après avoir obtenu leur indépendance, les Polonais cherchent à dominer les gouvernements locaux. En raison du mécontentement de la population chrétienne de Będzin devant un conseil municipal dominé par les Juifs, les autorités du district imposent en 1918 que des représentants de la population polonaise soient nommés sans élection. Cette demande est très mal prise par les conseillers élus, mais ils doivent se soumettre et le conseil municipal sera temporairement composé d'une majorité de Polonais.
Le manque de données ne permet pas de suivre les changements dans la structure professionnelle des Juifs de Będzin pendant la période de l'entre-deux-guerres. On estime que 63 % de la population juive est employé dans le commerce. Pendant la Grande Dépression, les marchands juifs souffrent moins que leurs collègues chrétiens. Leur affaire est souvent familiale et ils s'approvisionnent directement chez les fabricants, leur permettant ainsi de réduire leur coût et diminuer les prix de leurs produits. Les petits artisans juifs vont par contre souffrir de l'expansion de la production industrielle. Le nombre d'artisans juifs qui a représenté jusqu'à 22 % de la population juive, va diminuer de façon significative.
En 1919, une branche du syndicat des travailleurs juifs de l'industrie du cuir est installée en ville. En 1920, les tailleurs juifs créent une branche du syndicat de l'industrie de la couture. La même année est créé le syndicat des travailleurs et apprentis boulangers. En 1921, les travailleurs juifs des sociétés commerciales forment une branche du syndicat central des travailleurs du commerce, tandis que les employés travaillant dans le secteur de la distribution adhèrent au syndicat des porteurs. Au début des années 1920, une section des travailleurs de l'industrie du bois est ouverte. Les syndicats juifs organisent de nombreuses grèves pour la défense de leur revenu et de leurs droits sociaux.
Dans les années 1918-1939, le mouvement coopératif se développe. En 1919 l'Association des artisans crée une coopérative avec ses propres magasins et une cantine. Une coopérative alimentaire est fondée en 1920. La même année, voient le jour l'Association alimentaire Izrael et la coopérative Szolem.
Dès les premières années de l'entre-deux-guerres, les Juifs de Będzin jouent un rôle important dans la vie politique de la ville; En 1919, pour la première élection au conseil municipal après l'indépendance du pays, la population juive présente cinq listes électorales, dont une liste mixte juive et polonaise. Le conseil municipal de 26 membres comprend 21 Juifs, dont six du Poale Zion et deux du Bund. Le vice-maire de la ville est un juif. Dans les années 1919-1927, les Juifs de Będzin ont aussi un représentant à la diète polonaise, le Dr Solomon Weinzieher, élu en 1919 sur la liste des minorités nationales. Officiellement, il est membre d'aucun parti, mais jusqu'au déclenchement de la première guerre mondiale, il avait des liens étroits avec la communauté orthodoxe, et plus tard avec les sionistes.
Dans les années 1917-1922, les partis de la classe ouvrière juive opèrent de profonds changement. Les communistes et les sociaux-démocrates prennent de l'importance dans le milieu ouvrier. En 1920, Poale Zion se scinde en deux, les activistes les plus radicaux forment le Parti des travailleurs sociaux-démocrates Poale Zion gauchiste qui pendant la période de l'entre-deux-guerres va coopérer avec le parti communiste. Ce parti n'a pas de branche structurée à Będzin. Les plus modérés du Poale Zion crée une section à Będzin en 1919 avec une position socialiste-sioniste. En 1920, elle se transforme en Poale Zion droitiste. Des changements interviennent aussi au sein du Bund, l'Union générale des travailleurs juifs de Lituanie, de Pologne et de Russie. Dans les années 1919-1922, une division idéologique voit le jour dans le parti, conduisant en un schisme. Certains membres fondent le Kom-Bund, l'Union communiste des travailleurs juifs, qui en 1922 devient une section de l'organisation locale du Parti communiste polonais. En 1923, une section importante du Bund est fondée à Będzin qui se transforme trois ans plus tard en Comité régional du parti. Jusqu'au déclenchement de la Seconde Guerre mondiale, elle coopère avec le Parti socialiste polonais. Les partis juifs ont une influence considérable sur les syndicats. En 1922, une branche de l'Organisation sioniste (Sionistes généraux) est formée à Będzin et en 1925, c'est au tour de l'Hitachdut, le parti travailliste sioniste.
En 1921, 18 210 Juifs résident à Będzin, constituant 60% de la population totale. Tzvi Hanoch Levin devient cette année-là, le nouveau rabbin de Będzin. De nombreuses associations politiques, sociales, culturelles et caritatives fonctionnent en ville. En 1922, l'association d'aide mutuel juif Ahavat Chesed est établie, assurant un hébergement gratuit pour les pauvres. Parmi les autres associations charitables actives à Będzin dans les années 1918-1939, on trouve: Malbish Arumin, association juive d'assistance aux pauvres; Beys Lechem, société contre l'extrême pauvreté; des associations culturelles et sportives qui jouent un rôle important dans la vie sociale des Juifs de Będzin, comme  Muza, l'association des Juifs amoureux des arts du spectacle qui dirige une troupe théâtrale d'amateurs. En 1926, ouvre une branche de l'association Kultur Lige, administrée par le Bund. Son but est de promouvoir une culture laïque juive. Dans le milieu des années 1920, une branche des Amis de l'université hébraïque de Jérusalem est fondée dans le but de récolter des fonds pour l'université. À la fin des années 1920, est créée l'Association du patrimoine juif.
Les Juifs jouent un rôle important dans la vie économique de la ville. Les industriels juifs sont actionnaires dans l'industrie sidérurgique et propriétaires d'usine chimiques. En 1925, l'actionnaire principal de Zakłady Przemysłu Cynkowego (Usines de l'industrie du zinc) Szymon Fürstenberg, va reconstruire et moderniser l'entreprise et la transformer en une des sociétés les plus importantes de Pologne. En 1924, les six automobiles présentes en ville appartiennent toutes à des Juifs: G. Weinzieher, S. Fürstenberg, J. Gutman (2), Juda Kriegsztajn et Jan Szperling. La guilde juive de l'industrie du bois est établie à Będzin dans les années 1930.
Dans les années de l'entre-deux-guerres, Będzin est aussi un centre important de la presse juive publiée en yiddish. Dans les années 1911-1939, Lejb Szpigielman édite l'hebdomadaireZaglembier Tsaytung. En 1919 parait l'hebdomadaire Unzer Telefon. De 1925 à 1932, Lejb Berkowicz et Mosze Ch. Kamine publient l'hebdomadaire Dos Yidishe Vokhnblat. Parmi les autres titres importants, on peut citer: le journal Unzer Folksblat paru de 1924 à 1928; le journal Naye Arbeter Veg en 1931 et 1932; l'hebdomadaire Zaglembier Lebn en 1938-1939 et le journal Unzer Ruf en 1939.
Lors des élections municipales du 30 aout 1925, la population juive présente six listes: Poale Zion gauchiste, Poale Zion droitiste et le Bund soumettent leur liste séparément tandis que les orthodoxes et les sionistes forment une liste commune. Deux listes juives non partisanes sont aussi présentes. Dix candidats orthodoxes-sionistes et un Poale Zion droitiste sont élus au conseil municipal. Le 23 septembre 1925, le Dr Salomon Weinzieher est élu président du conseil municipal avec Lejzor Rubinlicht comme adjoint. Mais le 1er octobre, le socialiste Franciszek Żebrowski devient le nouveau maire avec Jan Gęborski comme vice-maire.
Vers 1925, une section juive de l'Association des petits commerçants est créée à Będzin. À la même époque, les maitres-boulangers juifs forment la guilde de la boulangerie et de la pâtisserie 
Malgré leur grande influence dans la ville, la majorité des Juifs de Będzin s'appauvrit. L'inégalité des richesses dans la communauté s'accroit et devient plus marquée. Dans les années 1926-1929, le pourcentage de Juifs pauvres à Będzin atteint 59,9 %, tandis que celui des Juifs riches chute de 8,8 % à 4,2 %.
Les Juifs les plus riches s'engagent dans des activités charitables. Par exemple Szymon Fürstenberg fonde une école secondaire juive mixte parfaitement équipée, située dans l'actuelle rue Teatralna.
Vers la fin des années 1920 et le début des années 1930, une scission officielle a lieu parmi l'organisation sioniste. Les membres les plus radicaux forment la Brit ha-Zohar, l'organisation sioniste révisionniste. L'association de gymnastique et de sport Ha-Poel voit le jour au début des années 1930.
Associations de jeunesse et sportives

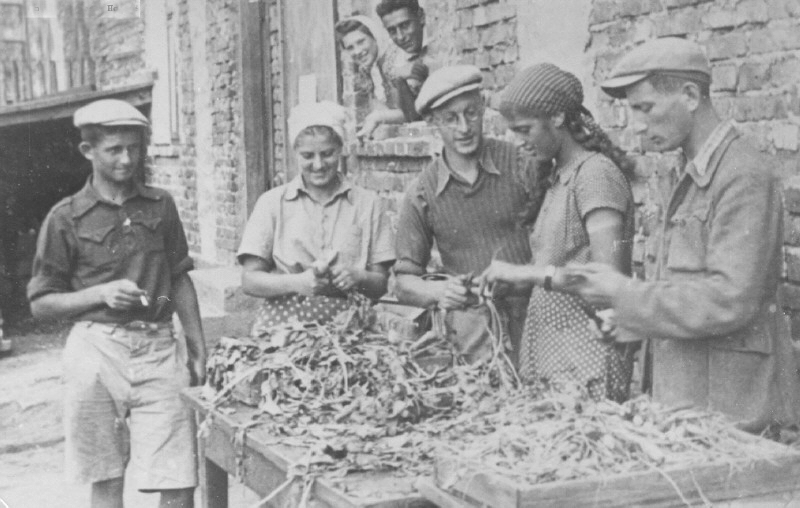
Membres des jeunesses sionistes s'entrainant dans une ferme à couper des légumes
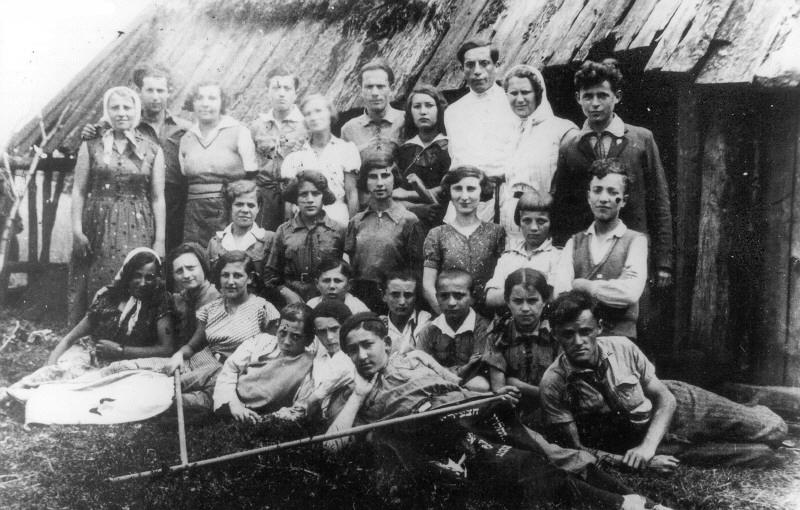
Camp d'été du mouvement de jeunesse He-Haluts ha-Tsa'ir en 1934
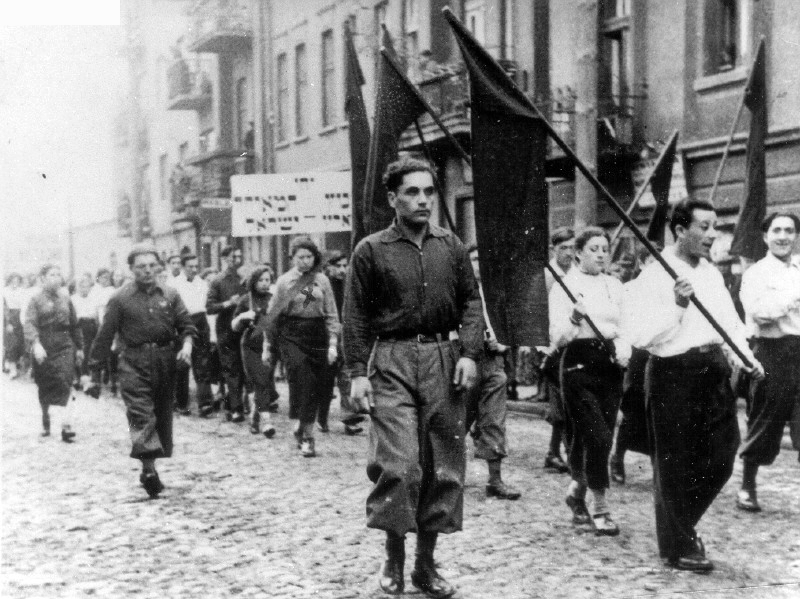
Membres du mouvement He-Haluts défilant à Będzin le 1er mai 1934 (ou 1935)
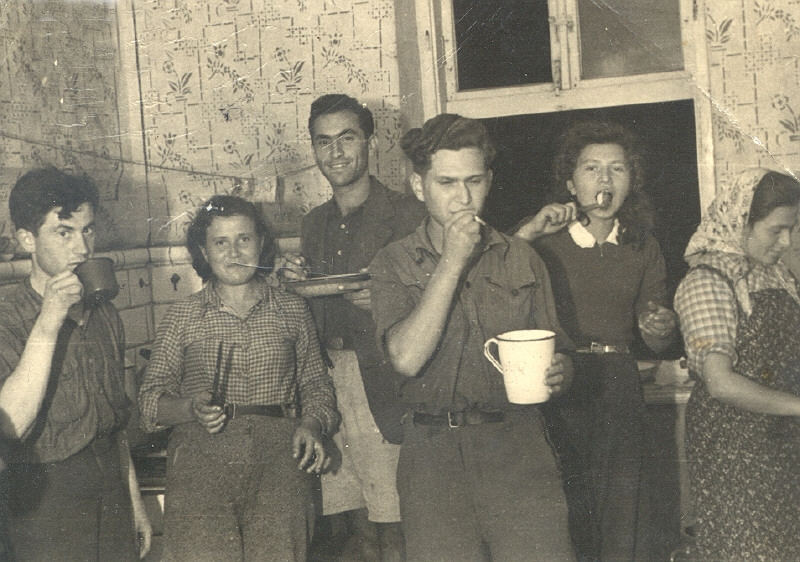
Membre de l'association de jeunesse Gordonia en 1940, avant l'obligation de s'installer dans le ghetto
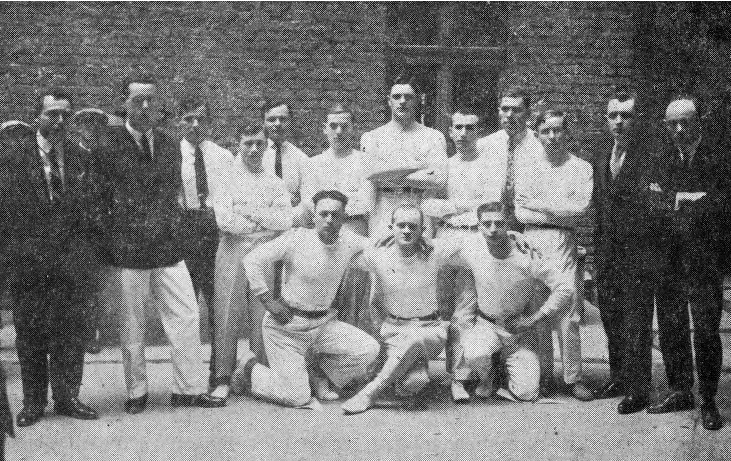
L'association sportive Ha-Koakh de Będzin

En 1931, environ 24 000 Juifs vivent à Będzin, représentant 44% de la population totale de la ville. En 1932, la communauté juive présente onze listes pour les élections locales et remporte 17 des 32 sièges. Les conseillers municipaux juifs élus se répartissent ainsi: sionistes généraux: 6 sièges; les orthodoxes: 6 sièges; Poale Zion gauchiste: 2 sièges; Poale Zion droitise, Hitachdut et les non-alignés: 1 siège chacun.
Dans les élections locales de 1934, le bloc orthodoxes-sionistes gagne 8 sièges; les représentants des non-alignés: 5 sièges; Poale Zion gauchiste et Poale Zion droitiste: 1 siège chacun.
Quand le rabbin Lewin décède en 1935, la ville n'a plus de grand-rabbin. Les membres d'Agoudat Israel sélectionne le rabbin Mendel, tandis que les sionistes choisissent le rabbin Grosman. Il y a donc simultanément deux rabbins à Będzin, dont aucun élu selon les statuts de la communauté juive. Cette situation va conduire à de nombreuses disputes et querelles. La guerre des rabbins va durer jusqu'au déclenchement de la Seconde Guerre mondiale.
En 1937, le bureau de la communauté juive se compose de: Eliezer Rubinlicht, président de la communauté;  Awraham Liwer, vice-président; Szlomo Icchak Rinski, président du conseil communautaire et Nuta Londner, vice-président du conseil communautaire.
Lors des dernières élections locales tenues avant le déclenchement de la Seconde guerre mondiale, le bloc des sionistes-orthodoxes gagnent neuf sièges, les candidats non-alignés et le Poale Zion gauchiste deux sièges chacun et le Bund un siège. En 1934, le conseil municipal se compose en tout de 40 membres.

### LaSeconde Guerre mondialeet laShoah
Les troupes allemandes entrent à Będzin le 4 septembre 1939. La persécution des Juifs commence immédiatement. Les soldats allemands rasent la barbe de nombreux Juifs orthodoxes sous leurs quolibets et les forcent à exécuter des actes humiliants. Les biens des Juifs sont saisis, leurs magasins et leurs ateliers fermés. Des juifs sont tués au hasard ou sous le prétexte d'avoir augmenté les prix ou caché des denrées.
Le 5 septembre, les Allemands prennent des otages juifs et polonais, qu'ils retiennent dans une enceinte militaire située au siège des autorités locales. Le jour suivant, ils sont transférés dans des baraquements et obligés d'effectuer des travaux pénibles. Le 8 septembre 1939, deux Juifs sont abattus pour avoir, selon les Allemands, osé augmenter le prix du pain.

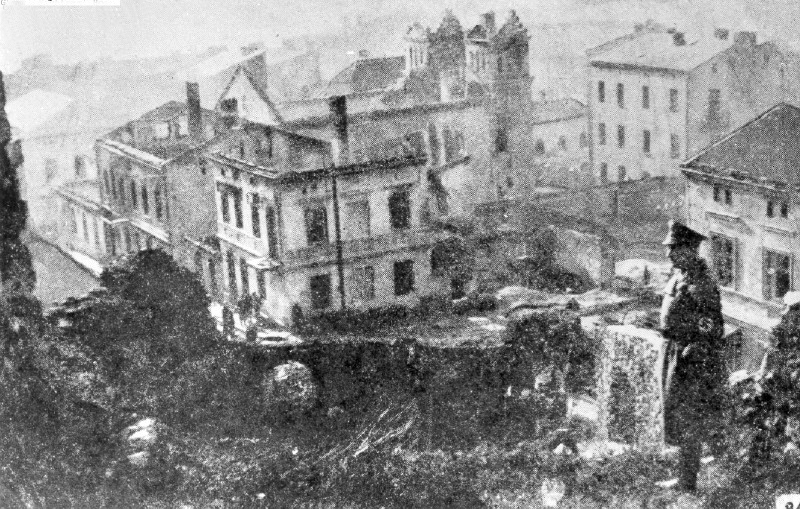
Un officier allemand contemplant les ruines de la grande synagogue, incendiée la veille

Dans la nuit du 8 au 9 septembre 1939, les Allemands mettent le feu à la synagogue avec les 200 Juifs qui y priaient et qui sont abattus s'ils tentent de s'échapper du brasier. En même temps, le quartier juif est incendié, et plus particulièrement les maisons situées dans les rues Kołłątaja, Kościelna, Bożnicza, Plebańska et Zamkowa. Les Allemands interdisent aux pompiers d'intervenir. Les Juifs capturés dans la rue sont plongés dans des barriques remplis de goudron auxquelles ils mettent le feu. Les Juifs et les Polonais sont accusés d'avoir mis le feu à la synagogue, et en conséquence un groupe de 40 otages juifs et polonais sont fusillés le 9 septembre dans la cour du siège des autorités du district.

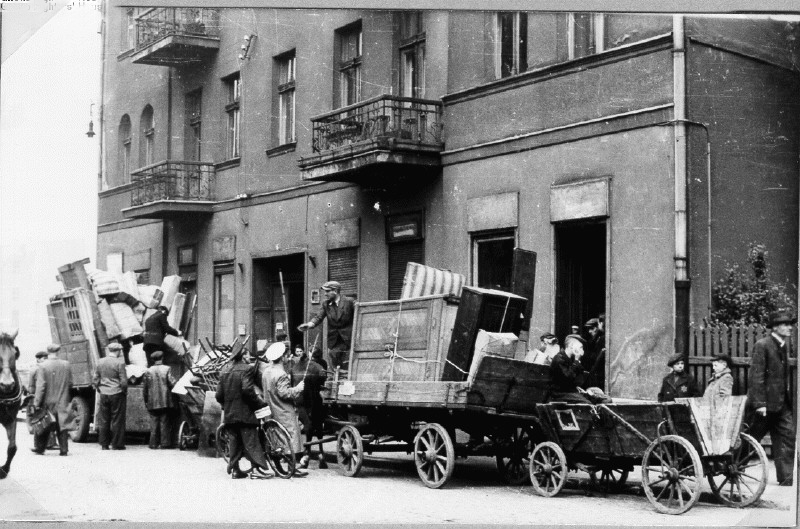
Les Juifs de Będzin doivent s'installer dans le ghetto. Transport de leurs biens sous l'œil d'un policier juif du ghetto

Au début de 1940, est créé le ghetto de Będzin. Il inclut les rues Modrzejowska, Stary Rynek (place du Vieux Marché), le début de la rue Kołłątaja, les rues Czeladzka et Podgórna ainsi que plusieurs rues à Kamionka. Dans le même temps, les Juifs sont chassés des rues principales du centre-ville. Environ 30 000 Juifs sont regroupés dans le ghetto. Comme la population juive est utilisée régulièrement comme de la main-d'œuvre gratuite, le ghetto n'est pas totalement fermé pendant une longue période.
Le Judenrat de Będzin est créé au début de 1940. Il est subordonné au Conseil central juif des anciens de Haute-Silésie orientale à Sosnowiec. En octobre 1940, Beniamin Graubar devient le chef du Judenrat. Le 1er octobre 1940, 25 254 Juifs vivent dans le ghetto de Będzin.
En octobre 1940, le travail forcé des Juifs de Będzin est organisé par Albrecht Schmelt, le représentant spécial du Reichsführer-SS et chef de la police allemande pour l'emploi des nationalités étrangères en Haute-Silésie. Pour l'organisation et la sélection des travailleurs juifs, un Département spécial du travail forcé est créé, dirigé par Majer Brzeski jusqu'à la mi-1941. Les jeunes Juifs sont alors transportés vers des camps de travail force dans les districts de Katowice et d'Opole .

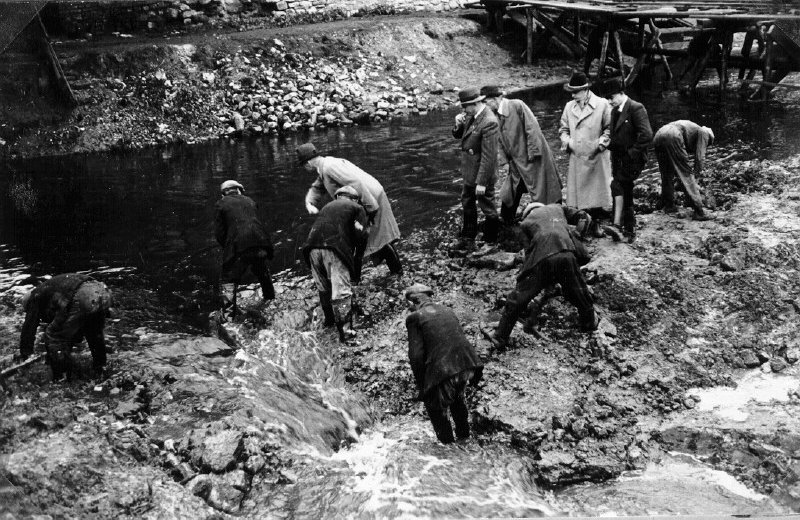
Travail forcé des Juifs du ghetto

En 1940, le Reichsführer-SS Heinrich Himmler implante le camp de concentration d'Auschwitz-Birkenau. Il devient le pourvoyeur de travailleurs forcés pour la région industrielle de Haute-Silésie et de Dąbrowskie. Les premiers transports de Będzin à Auschwitz-Birkenau se déroulent en octobre 1940. Jusqu'en mai 1942, les Allemands déportent 4 000 Juifs de la ville. L'unique façon de ne pas être déporté est d'avoir été sélectionné pour travailler dans un des quelques ateliers de la ville, comme celui d'Albert Rosner, d'Ewa Nawrat, de Michatz, des frères Hodl, de Loytsche ou de Scherley. Parmi les plus petites entreprise, on trouve la fabrique de machines à laver Szwajcer sur la rue Kołłątaja, la fabrique de cintres au 22 rue Małachowskiego, la fabrique de baignoires et tôles Gruengrass, l'atelier de Viktor Kachel et l'usine de chaussures et de meubles de Franz Wagne.
En mars 1941, il y a 25 171 Juifs dans le ghetto. Compte tenu de l'arrivée de Juifs d'Oświęcim, leur nombre va grimper à 27 000.
En mai 1942, les Allemands commencent la déportation des Juifs de Silésie vers Auschwitz-Birkenau. Le 12 mai, ils effectuent une déportation de masse des Juifs de la région de Zagłębie, qui inclut 3 200 Juifs de Będzin.
Dans les premiers jours du mois d'aout 1942, les Allemands demandent aux Juifs de faire tamponner leur carte d'identité afin de pouvoir enregistrer ceux qui seront appelés à travailler. Le 8 aout, la majorité des Juifs sont réunis avec leur famille pour faire tamponner leur carte. Les Allemands en profitent pour effectuer une sélection. 2 000 Juifs de Będzin sont alors envoyés à la mort à Auschwitz-Birkenau. D'aout 1942 à juin 1943, 5 000 Juifs sont déportés à Auschwitz.
À l'automne 1942, les Allemands commencent les préparations pour enclore le ghetto. Auparavant, une sélection est effectuée parmi la population juive avant des transferts. Les lieux de destination dépendent va dépendre de la forme physique des détenus. Les jeunes et les personnes robustes sont envoyés à Kamionka et à Środula, où ils sont astreints à un travail d'esclave épuisant. Ceux incapables de travailler sont garder à Mała Środula et à Stary Sosnowiec. La réinstallation des familles dure de décembre 1942 à mars 1943. Le 1er mai 1943, le ghetto de Będzin est entièrement clôturé. Les conditions de vie des Juifs se détériorent rapidement.
Le 22 juin 1943, les Allemands encerclent le ghetto de Kamionka et rassemblent tous ses habitants sur la place principale. Le déroulement de la sélection dure trois jours. En tout 5 000 personnes sont envoyées à la mort à Auschwitz-Birkenau. En même temps, environ 2 000 Juifs du ghetto de Środula sont envoyés à Auschwitz.
En juillet 1943, les autorités allemandes transfèrent systématiquement plusieurs milliers de Juifs du ghetto liquidé de Dąbrowa Górnicza à Będzin. Dans la nuit du 31 juillet au 1er aout 1943, les Allemands commencent la liquidation du ghetto de Będzin. Lors des trois premiers jours de l'opération, 8 000 Juifs sont envoyés au camp d'extermination d'Auschwitz-Birkenau. Un petit soulèvement éclate alors à Kamionka et à Środula. Un groupe de membres de la Żydowska Organizacja Bojowa (Organisation juive de combat), avec Frumka Płotnicka, au premier rang, se retranchent dans un bunker rue Podsiadły. Ils seront tous tués.
Le ghetto de Będzin est liquidé le 8 aout 1943. Seul un petit groupe de Juifs reste en ville, chargé de nettoyer et de trier les affaires abandonnées par les déportés. Ils sont aussi chargés de repérer les Juifs cachés dans des caves ou des réduits. Les derniers 1 000 habitants juifs de Będzin, utilisés comme travailleurs forcés sont envoyés à la mort à Auschwitz-Birkenau en janvier 1944, à l'exception d'une cinquantaine de travailleurs spécialisés, employés comme forgerons ou tailleurs. En juillet 1944, ils sont transportés au camp de travail de Góra Świętej Anny, près de Leśnica, et de là à Auschwitz-Birkenau.
De septembre 1943 à septembre 1944, le camp de concentration de Lagischa, un camp annexe d'Auschwitz-Birkenau, fonctionne sur le terrain de la centrale thermique Walter à Będzin- Lagischa. Il emploie 1 000 prisonniers utilisés comme travailleurs forcés à des travaux de terrassement, de construction d'une centrale thermique, d'installation et de maintenance de lignes de chemin de fer à voie étroite. Environ 70 % des prisonniers sont des Juifs, le reste des Polonais, des Allemands, des Italiens des Français et des Roms. Le propriétaire de l'usine est la société Energie-Versorgung Oberschlesien AG (Alimentation énergétique de la Haute-Silésie -AG).

### L'après-guerre
En janvier 1945, Będzin est prise par l'Armée rouge. Dans le courant du mois de février 1945, quelques Juifs survivants commencent à retourner dans le bassin de Dabrowa. Certains anciens habitants de Będzin essayent de retourner dans leur habitation. Les Juifs cachés dans différents lieux et ayant échappé aux rafles nazies sont rejoints à partir d'avril 1945, par les Juifs rapatriés d'Union soviétique, principalement du Kazakhstan et de l'Ouzbékistan. Si bien que le nombre de Juifs à Będzin va croitre jusqu'à 1 304 en juin 1945.
En 1945, un Wojewódzki Komitet Żydowski (Comité juif provincial) est créé à Katowice. Initialement situé à Sosnowiec, il dépend du Centralny Komitet Żydów w Polsce (Comité central des Juifs en Pologne). Un comité juif de district est installé à Będzin, en charge entre autres de l'aide sociale et de la culture. Les conditions de vie difficiles des Juifs oblige le comité juif de district à apporter son aide financière à la coopérative de couture nouvellement fondée, en fournissant du travail pour les sans-emplois. Une cantine des travailleurs est aussi organisée dans les années 1946-1947 et un hébergement gratuit est offert aux Juifs rapatriés. Une branche de la Towarzystwo Ochrony Zdrowia Ludności Żydowskiej w Polsce (TOZ = Société pour la protection de la santé de la population juive en Pologne) fonctionne aussi à Będzin).
En 1945, une association religieuse juive est établie à Będzin, qui deviendra plus tard la communauté religieuse juive. Elle est dirigée par un conseil élu. De 1945 à 1947, Izaak Parasol est le rabbin de Będzin, et après lui, la fonction est exercée par le hazan (chantre) Lejb Rodał.
La majorité des Juifs résidant à Będzin considèrent leur installation dans la région de Dabrowa comme temporaire avant leur émigration vers la Palestine, l'Europe de l'Ouest ou les Amériques. L'émigration s'intensifie après le pogrom de Kielce du 4 juillet 1946, et de nombreux incidents antisémites dans la région. Pendant leur séjour à Będzin, les Juifs vivent principalement de l'aide sociale.
Toutefois, les premières organisations politiques juives commencent à se mettre en place à  Będzin dès le printemps 1945: Ihud, l'Union des démocrates sionistes; le département juif du parti des travailleurs polonais; le Poale Zion gauchiste; le parti des travailleurs socialistes juifs. En 1947, le Parti uni des travailleurs juifs Poale Zion est fondé. Il existe aussi des organisations juives sionistes, de jeunes et de femmes. Elles encouragent et préparent les jeunes à émigrer en Palestine, et après 1948 en Israël. À cette époque, la principale route de l'émigration juive illégale, mais tolérée par les autorités polonaises, passe par la Basse-Silésie. À travers la Tchécoslovaquie, les Juifs se rendent alors dans les zones d'occupation américaines et britanniques en Allemagne, où ils sont hébergés temporairement dans des camps de personnes déplacées en attendant leur visa pour entrer dans un autre pays.
Au début des années 1950, les autorités communistes ferment ou nationalisent la plupart des institutions juives en Pologne. À Będzin, les organisations et partis politiques juifs, ainsi que les institutions et coopératives sont liquidés.
En 1957, le gouvernement communiste polonais signe un accord de rapatriement avec l'Union soviétique, qui entraine une nouvelle arrivée de Juifs en Basse-Silésie. Des communautés et des sections locales de la Towarzystwa Społeczno-Kulturalnego Żydów w Polsce (TSKŻ = Associations sociale et culturelle des Juifs de Pologne) sont toujours actives dans les années 1960, et sont engagées dans des activités ciblant prioritairement les enfants et les jeunes. Cependant la situation se détériore à la suite de la guerre israélo-arabe des Six Jours en 1967, conduisant à une émigration de masse après 1968. Au début des années 1970, il n'y a quasiment plus de trace de vie juive à Będzin et dans l'ensemble de la région de Silésie.

## Évolution de la population juive
| Population juive à Będzin |                               |                 |                      |
| Année                     | Population totale de la ville | Nombre de Juifs | Pourcentage de Juifs |
| 1674                      | 340                           | 96              | 24,6 %               |
| 1789                      | ~ 1 200                       | ~ 200           | ~ 16,7 %             |
| 1795                      | 978                           | 250             | 25,6 %-              |
| 1808                      | 1 201                         | 453             | 37,7 %               |
| 1835                      | ~ 2 450                       | ~ 1 200         | 49,0 %               |
| 1852                      | 3 334                         | 2 231           | 66,9 %               |
| 1855                      | 3 250                         | 2 240           | 69,0 %               |
| 1880                      | 6 090                         | 4 687           | 77,0 %               |
| 1897                      | 13 550                        | 10 839          | 80,0 %               |
| 1921                      | 27 855                        | 18 210          | 65,4 %               |
| 1931                      | 54 545                        | 21 625          | 39,6 %               |
| 1939                      | 51 634                        | 21 711          | 42,1 %               |
| 1940                      | -                             | ~ 30 000        | -                    |
| septembre 1941            | -                             | 25 171          | -                    |
| octobre 1941              | -                             | 25 264          | -                    |
| aout 1942                 | -                             | ~ 20 000        | -                    |
| décembre 1943             | 27 141                        | 280             | -                    |
| janvier 1945              | ~ 25 600                      | ~ 50            | ~ 0,2 %              |
| juin 1945                 | -                             | 1 304           | -                    |
| 1946                      | 28 070                        | 180             | 0,5 % -              |

## Personnalités juives nées à Będzin
- Isser Bééri (1901-1958), chef du Service de renseignement (SHA'Y) lors de la création de l'État d'Israël.
- Ala Gertner (1912-1945), une des quatre femmes pendues à Auschwitz pour son rôle dans la révolte du Sonderkommando le 7 octobre 1944
- Arno Lustiger (1924-2012), historien allemand, spécialiste de la résistance juive sous le nazisme, survivant d'Auschwitz
- Sam Pivnik (1926-2017), auteur et mémorialiste, survivant de la Shoah
- Joshua Prawer (1917-1990), historien israélien expert des Croisades et du Royaume de Jérusalem
- Simcha Bunim de Peshischa (1765 ou 1767-1827), un des plus importants leaders du mouvement hassidique en Pologne.
- Michael Szwarc (1909-2000), chimiste polymériste américain, spécialiste de la polymérisation ionique vivante.
- Dawid Wdowiński (1895-1970), neurologue et psychiatre polonais, cofondateur et président du ŻZW (Żydowski Związek Wojskowy = Union militaire juive), combattant et un des dirigeants du soulèvement du ghetto de Varsovie.
- Yitzhok Zilberstein (1934-), rabbin orthodoxe, posseq, expert en éthique médicale, Av Beth Din de Ramat Elhanan, quartier de Bnei Brak près de Tel Aviv

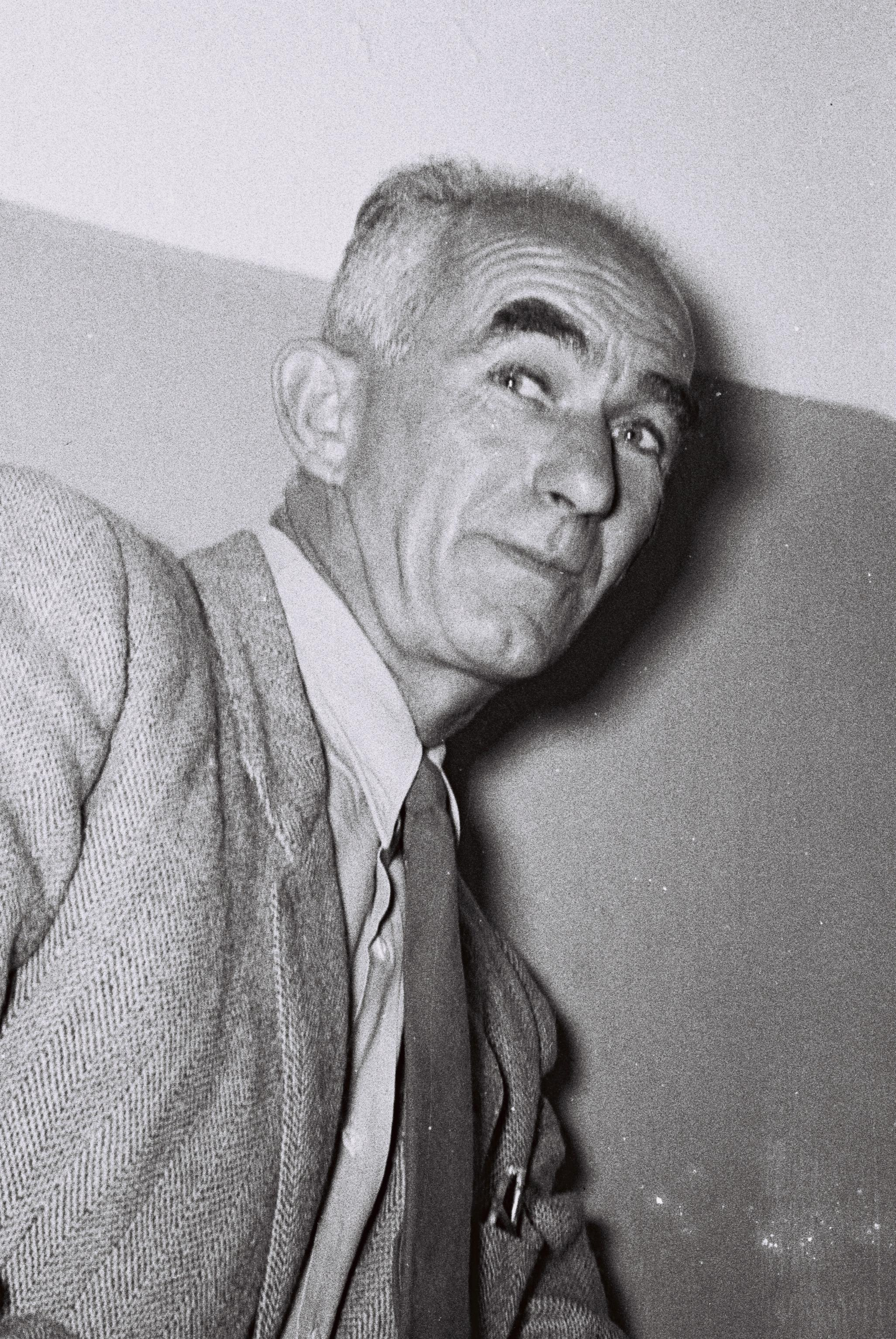
Isser Beeri en 1949
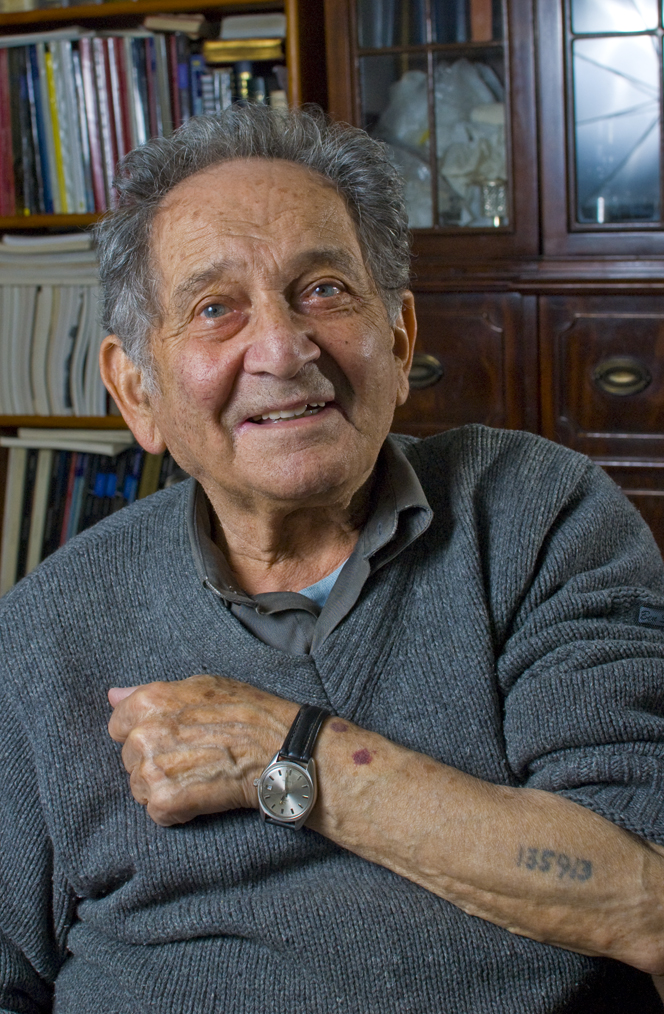
Sam Pivnik en 2010
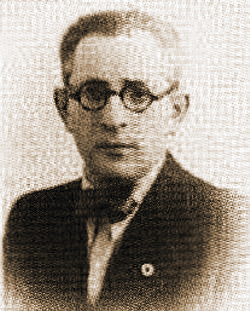
Dawid Wdowiński en 1940
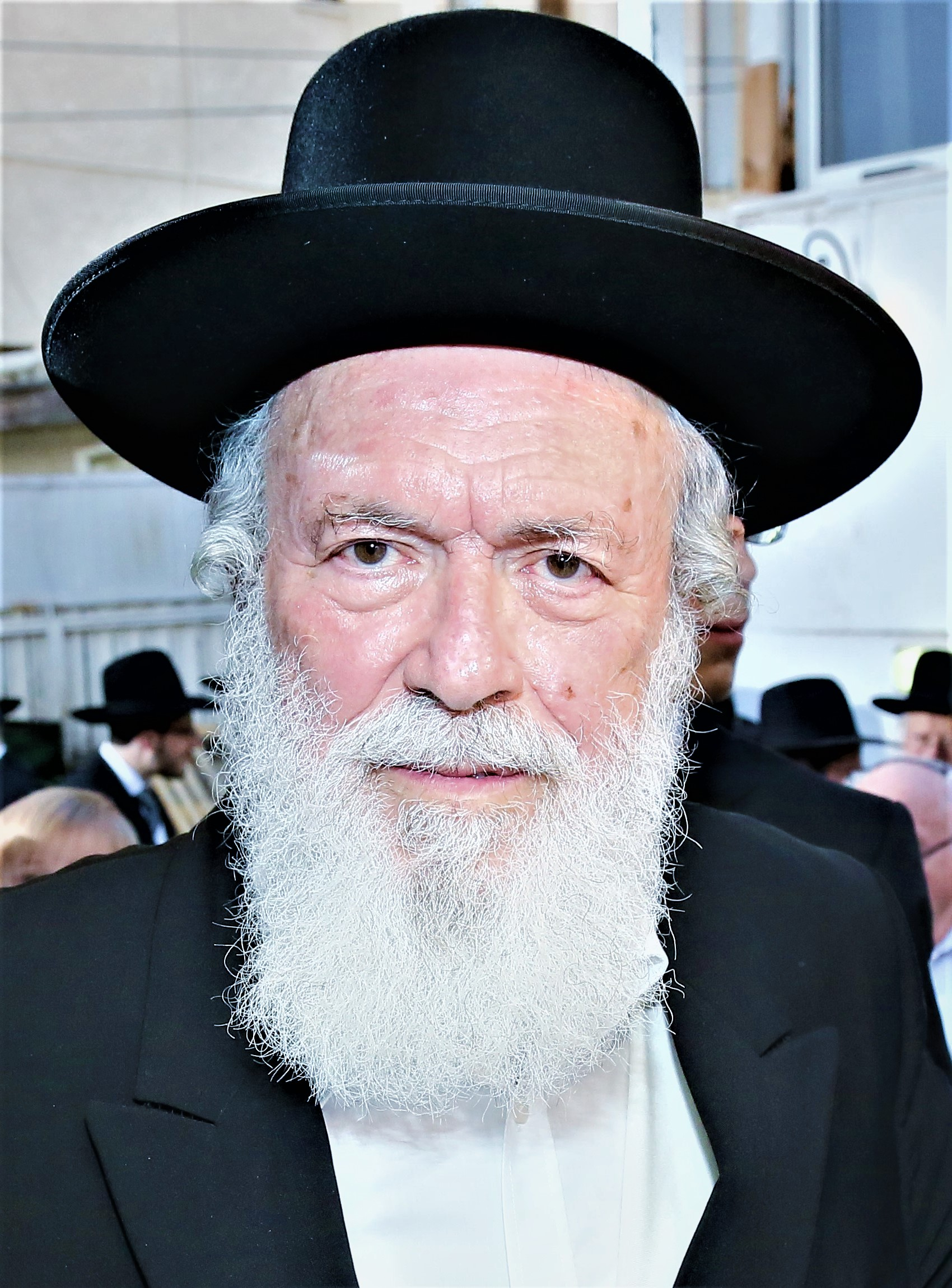
Yitzchok Zilberstein en 2015

## Les principales entreprises juives dans la période de l'entre-deux-guerres

### Usine métallurgique des frères Szajn
L'entreprise Zakłady Przemysłu Metalowego Bracia Szajn (Usine métallurgique des frères Szajn), fondée en 1868, devient en 1924 une société par actions. Le siège social se trouve au 29 rue Małachowskiego à Będzin, et l'usine à Sławków à une vingtaine de kilomètres de Będzin. Les membres du conseil d'administration sont: Chaim Szajn, président; Mordechaj Szajn, directeur général; Izaak Szajn et Ferdynand Szajn. Le capital social se chiffre à 1,6 million de złotys, divisé en 6 400 actions au porteur de 250 złotys chacune. La compagnie emploie 780 ouvriers et fabrique différents types de fils, en cuivre, en bronze, en aluminium, en bronze au silicium, plaqués laiton, barbelés etc, ainsi que des clous, des câbles, des rivets, des tiges, des vis, des chevilles etc..
Elle dispose d'un vaste réseau de points de vente et de représentants, dont à Bielsko la Zjednoczone Polskie Fabryki Śrub (Usines polonaises unies de vis), à Katowice la Zjednoczenie Fabryk Lin (Union des fabricants de cordes), ainsi qu'à Cracovie, Lublin, Lwów, Łódź, Łuck, Poznań et Varsovie. En 1936, le montant des ventes s'élève à  8 185 000 złotys dont 585 000 à l'exportation.

### Société commerciale et industrielle Jakub Gutman
La Towarzystwo Handlowo-Przemysłowe Jakub Gutman (Société commerciale et industrielle Jakub Gutman) est fondée à Będzin en 1879. Elle se transforme en 1924 et devient une société par actions. En 1937, son siège social est situé au 35 rue Kołłątaja. La société a des filiales à Częstochowa au 35 rue Piłsudzkiego; à Katowice au 65 rue Chorzowska et à Varsovie au 18 rue Jasna. Les membres du conseil d'administration sont Jakub Gutman, Beniamin Gutman, Natan Gutman et Michał Gutman. Izaak Brojdo et l'ingénieur Marek Potok occupent les postes de mandataires commerciaux.
L'investissement initial se chiffre à 1,5 million de złotys, divisé en 15 000 actions au porteur d'une valeur nominale de 100 zlotys chacune.
La société pratique le commerce en gros de produits ferreux, de ciment, de matériaux de construction, de houille et de carbure.

### Usines polonaises de l’industrie du zinc
La Polskie Zakłady Przemysłu Cynkowego w Będzinie (Usines polonaises de l’industrie du zinc à Będzin) est fondée en 1899 et devient en 1923 une société par actions. Située en 1938 au 25 rue Sączewskiego, son conseil d'administration est composé de Szymon Fürstenberg, président, de Jerzy Izydor Fürstenberg et de Stanisław Wojtyła. Maurycy Tintpulwer, Henryk Rottner et Abram Rudzyn en sont mandataires. La société a un capital de 3 000 000 złotys, divisés en 6 000 actions au porteur au nominal de 500 złotys chacune. Elle emploie 600 ouvriers faisant de cette société une des plus importantes de la ville.
La société intègre un laminoir à zinc, une usine de produits métallurgiques et une usine chimique. Sa gamme de produits fabriqués s'étend du chlorure de zinc à l'oxyde de zinc, à différents types de tôles métalliques, à des futs et conteneurs métalliques, à de la peinture. Elle possède un réseau étendu de bureaux de représentation en Pologne et à l'étranger: Bydgoszcz, Katowice, Kowel, Cracovie, Lwów, Równe, Stanisławów, Varsovie, Wilno, ainsi qu'à Amsterdam, Athènes, Tchernivtsi, Daugavpils, Dantzig, Hambourg, Helsinki, Oslo, Schaffhausen, Stockholm, Tallinn, Tel Aviv, Vienne et Zürich.

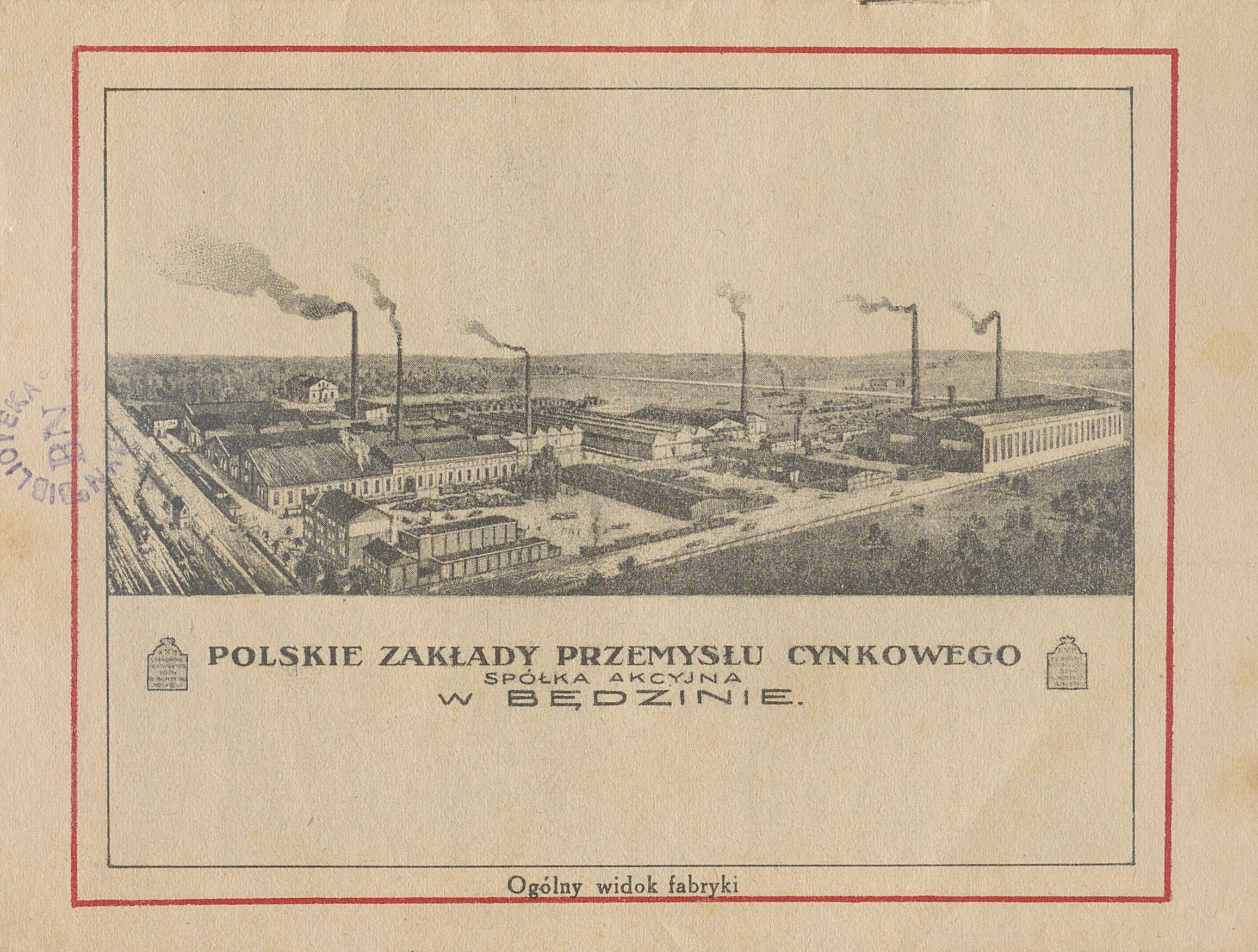
Vue générale de l'usine en 1930
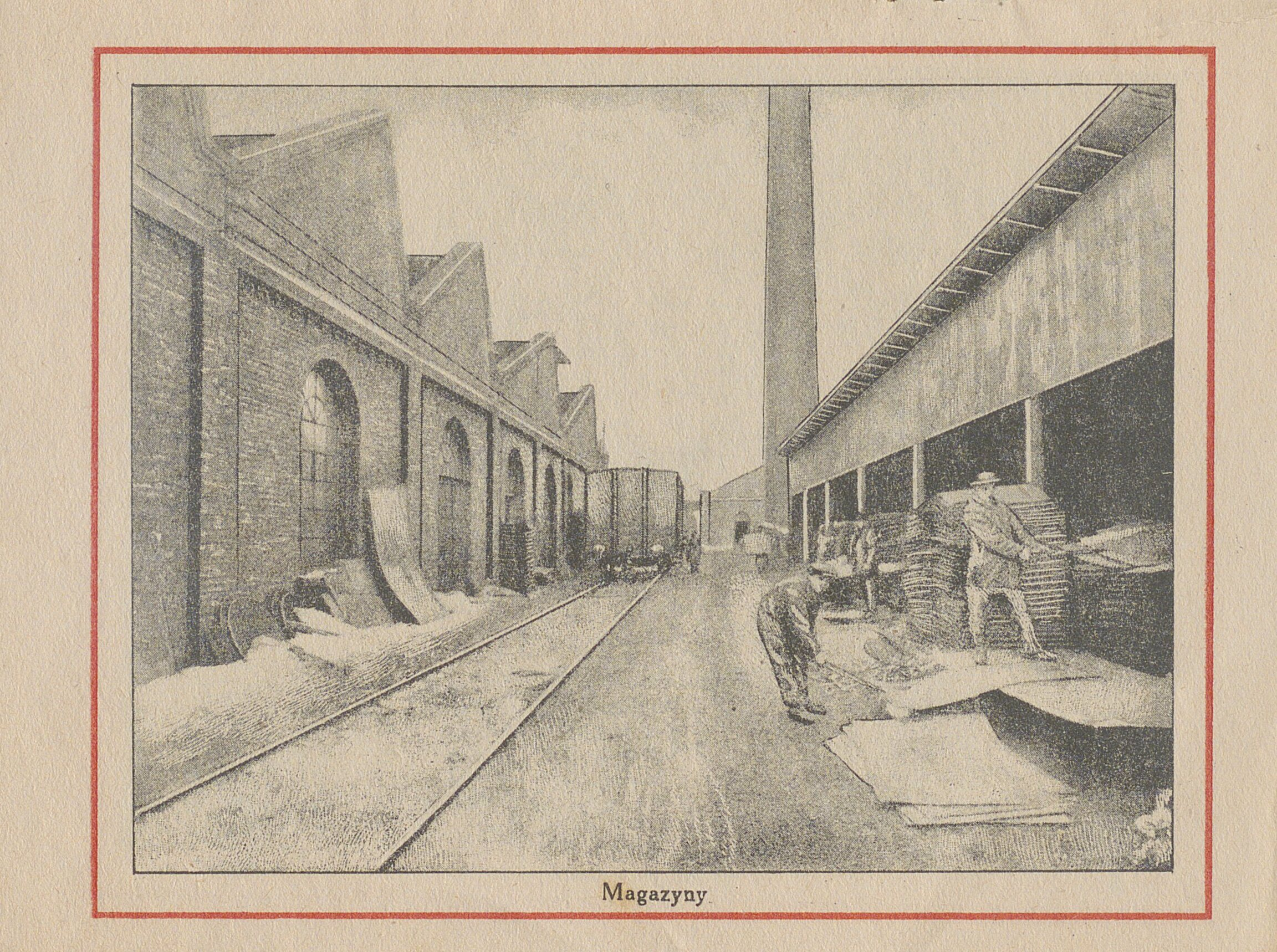
Vue extérieure de l'usine en 1930
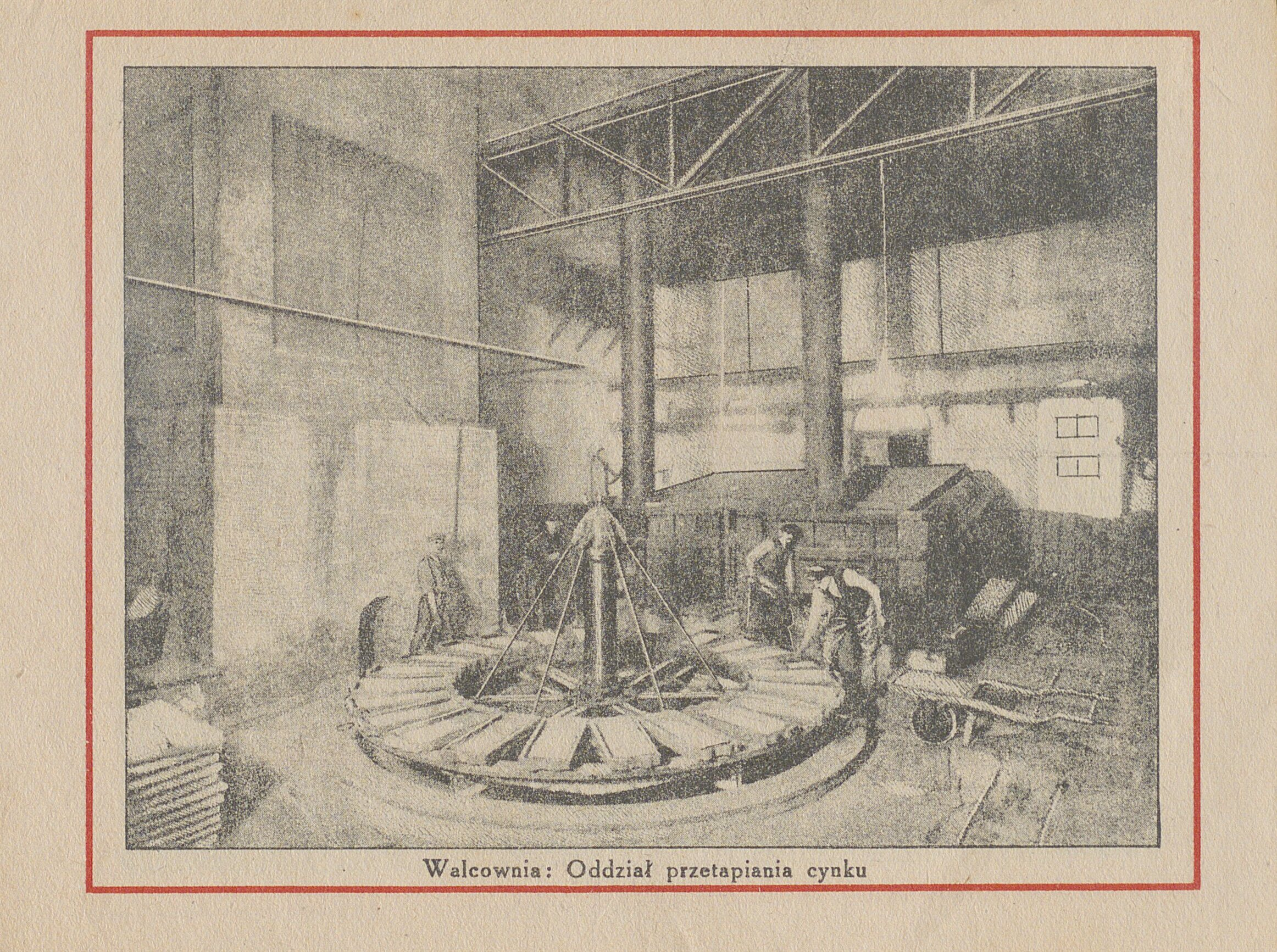
Vue d'un atelier en 1930
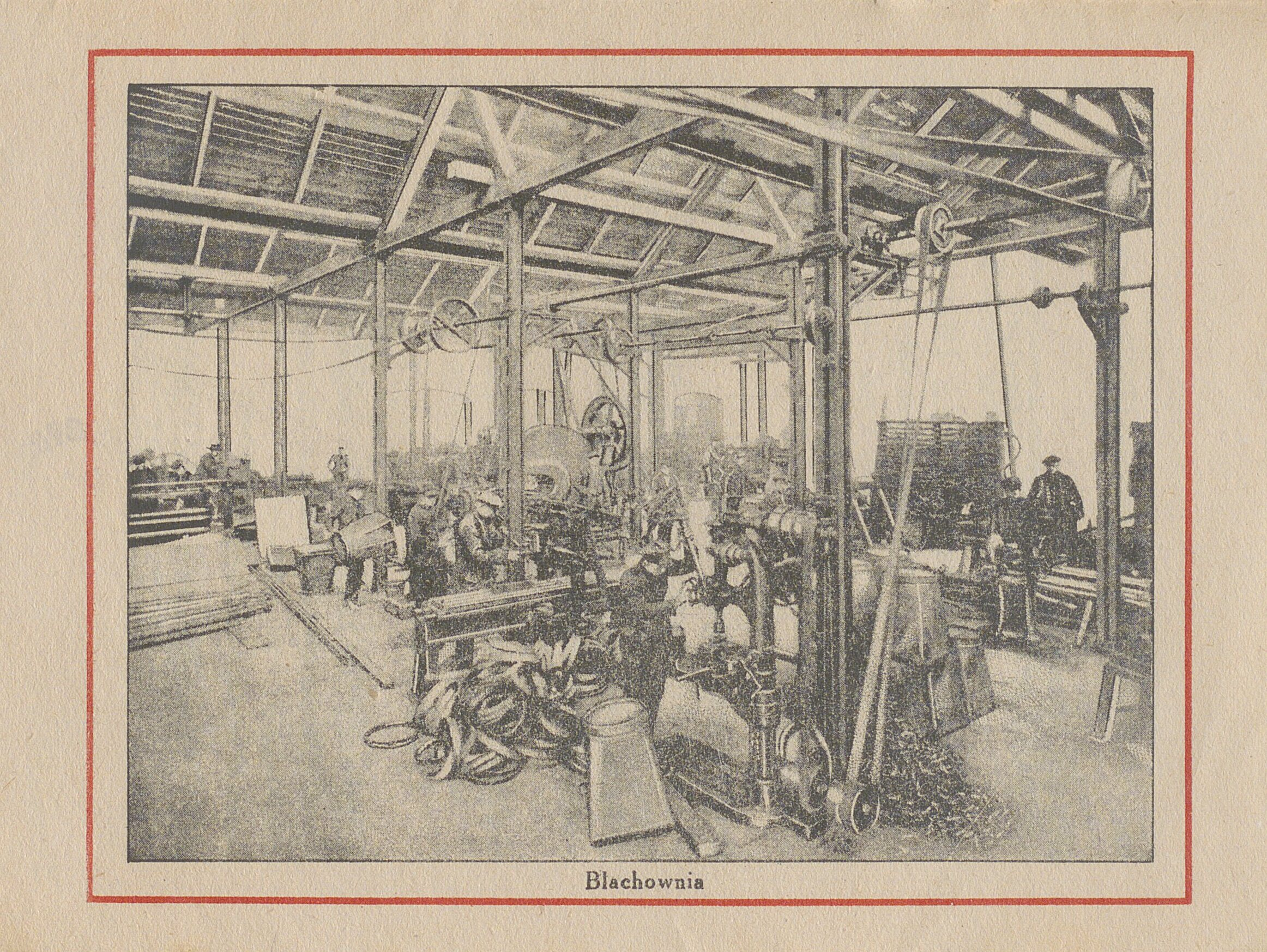
Vue d'un atelier en 1930

### Usines de l’industrie métallurgique "Silesia"
La société Zakłady Przemysłu Metalowego ‘Silesia"’ właśc. I. Fajerman i S-ka (Usines de l’industrie métallurgique "Silesia"; propriétaires I. Fajerman and Co.) se développe à Będzin dans l'entre-deux-guerres. Située au 58 rue Kościuszki, elle est dirigée par Henryk Fajerman et Ignacy Fajerman et emploie 80 ouvriers. Elle produit des produits ferreux y compris des vis et des fixations.

### Commerce de gros de produits ferreux Alfred Szwarcbaum
La Hurtownia Wyrobów Żelaznych Alfreda Szwarcbauma (Commerce de gros de produits ferreux Alfred Szwarcbaum) est créée en 1914 à Będzin. Située au 38 rue Małachowskiego, son capital social en 1938 est de 210 920,40 złotys.
Elle commercialise en gros des matériaux et accessoires de construction et de la quincaillerie. Elle représente plusieurs fabricants comme Bartelmuss i Suchy de Bielsko, Fema de Bydgoszcz et Oscar Weil de Lahr .